# Apanteles rosaces
Apanteles rosaces är en stekelart som beskrevs av Nixon 1965. Apanteles rosaces ingår i släktet Apanteles och familjen bracksteklar. Inga underarter finns listade i Catalogue of Life.